# Макаха-Валли
Макаха-Валли (гав. Mākaha и англ. Valley — «долина») — статистически обособленная местность, расположенная в округе Гонолулу (штат Гавайи, США).

## География
Согласно Бюро переписи населения США статистически обособленная местность Макаха-Валли имеет общую площадь 2,8 квадратных километров, относящихся к суше.

## Демография
По данным переписи населения за 2000 год в Макаха-Валли проживало 1289 человек, насчитывалось 426 домашних хозяйств, 311 семей и 604 жилых дома. Средняя плотность населения составляла около 1703,3 человек на один квадратный километр.
Расовый состав Макаха-Валли по данным переписи распределился следующим образом: 19,16 % белых, 2,87 % — чёрных или афроамериканцев, 0,54 % — коренных американцев, 7,99 % — азиатов, 21,64 % — коренных жителей тихоокеанских островов, 45,77 % — представителей смешанных рас, 2,02 % — других народностей. Испаноговорящие составили 17,92 % населения.
Из 426 домашних хозяйств в 49,5 % — воспитывали детей в возрасте до 18 лет, 36,9 % представляли собой совместно проживающие супружеские пары, в 28,6 % семей женщины проживали без мужей, 26,8 % не имели семьи. 18,1 % от общего числа семей на момент переписи жили самостоятельно, при этом 3,1 % составили одинокие пожилые люди в возрасте 65 лет и старше. В среднем домашнее хозяйство ведут 3,03 человек, а средний размер семьи — 3,38 человек.
Население Макаха-Валли по возрастному диапазону (данные переписи 2000 года) распределилось следующим образом: 38,6 % — жители младше 18 лет, 12,3 % — между 18 и 24 годами, 31,8 % — от 25 до 44 лет, 13,6 % — от 45 до 64 лет и 3,7 % — в возрасте 65 лет и старше. Средний возраст жителей составил 25 лет. На каждые 100 женщин приходилось 96,8 мужчин, при этом на каждые сто женщин 18 лет и старше приходилось 85,2 мужчин также старше 18 лет.
Средний доход на одно домашнее хозяйство Макаха-Валли составил 27 446 долларов США, а средний доход на одну семью — 26 118 долларов. При этом мужчины имели средний доход в 31 389 долларов в год против 24 063 долларов среднегодового дохода у женщин. Доход на душу населения составил 12 215 долларов в год. 32,4 % от всего числа семей в местности и 36,6 % от всей численности населения находилось на момент переписи за чертой бедности, при этом 45,8 % из них были моложе 18 лет и отсутствовали в возрасте 65 лет и старше.